# Thecla geminata
Thecla geminata är en fjärilsart som beskrevs av Max Wilhelm Karl Draudt 1920. Thecla geminata ingår i släktet Thecla och familjen juvelvingar. Inga underarter finns listade i Catalogue of Life.